# Lucius Æmilius Papus
Pour les articles homonymes, voir Aemilius Papus.
Lucius Aemilius Papus est un homme politique de la République romaine de la fin du IIIe siècle av. J.-C., consul en 225 av. J.-C.

## Famille
Il est membre des Aemilii Papi, branche de la famille patricienne des Aemilii. Il est fils de Quintus Aemilius Papus, consul en 282 et 278 av. J.-C. Son nom complet est Lucius Aemilius Q.f. Cn.n. Papus.

## Biographie

### Consulat (225)
En 225 av. J.-C., il est consul avec Caius Atilius Regulus pour collègue,. Il est envoyé avec deux légions pour défendre Ariminum contre les Gaulois tandis qu'un préteur est envoyé en Étrurie. Lorsque Lucius Aemilius apprend que le préteur a été défait à Montepulciano, il se lance à la poursuite des Gaulois qui préfèrent se retirer et remonter la côte à l'approche du consul. Dans un même temps, l'autre consul Caius Atilius Regulus débarque à Télamon, coupant la retraite des Gaulois.
Lucius Aemilius rejoint les forces de Caius Atilius Regulus à Télamon, où ils affrontent et défont ensemble les Gaulois sur deux fronts. Près de 40 000 Gaulois sont tués et 10 000 sont faits prisonniers. Le consul Caius Atilius trouve la mort durant les combats.
Après cette bataille, Lucius Aemilius poursuit la campagne contre les Gaulois en Ligurie et sur le territoire des Boïens, pour une action punitive. À son retour à Rome, le Sénat lui décerne l'honneur de célébrer un triomphe De Galleis. Selon Diodore de Sicile, Lucius Aemilius mène cette campagne en tant que proconsul, donc après la célébration de son triomphe,.

### Censure (220)
En 220 av. J.-C., il est censeur avec Caius Flaminius. Ils procèdent peut-être au cens des hommes libres des quatre tribus urbaines, une procédure certainement liée à la promulgation de la Lex Metilia de Fullonibus, à la construction du cirque Flaminius et au prolongement vers Ariminum de la route militaire (la via Flaminia) qui, à l'origine, relie Rome à Spoletium. Deux groupes de triumvirii agris dandis assignandis sont envoyés à Placentia et Cremona pour la déduction de colonies,.

### Triumvir mensarius(216)
En 216 av. J.-C., il est un des triumviri mensarii (triumvirs chargés des opérations des finances) avec Marcus Atilius Regulus et Lucius Scribonius Libo, tribun de la plèbe. Ces magistrats sont mis en place par la Lex Minucia, loi proposée par un autre tribun de la plèbe Marcus Minucius, pour rechercher l'argent qui manque pour poursuivre la guerre contre les Carthaginois,.